# Pyrrhalta tuberculata
Pyrrhalta tuberculata es una especie de insecto coleóptero de la familia Chrysomelidae. Fue descrita científicamente en 1824 por Say.